# Karl von Drais
Karl Friedrich Christian Ludwig Freiherr Drais von Sauerbronn (n. 29 aprilie 1785, Karlsruhe, Germania – d. 10 decembrie 1851, Karlsruhe, Marele Ducat de Baden) a fost un inventator german, cunoscut mai ales pentru inventarea „mașinii de alergat”, considerată o predecesoare a bicicletei moderne.

## Biografie
Karl von Drais a absolvit liceul din Karlsruhe și a studiat silvicultura. În 1810, familia sa s-a mutat la Mannheim unde tatăl său a devenit judecător.
În 1817, Drais a inventat un vehicul cu două roți ce a fost împins cu picioarele în sol. Acest vehicul a fost numit inițial „Laufmaschine” (mașină de alergat), dar este cunoscut și sub numele de „Draisine” (drezină). A fost primul vehicul cu două roți pe ax longitudinal — un principiu fundamental al bicicletei moderne. Prima plimbare cu mașina sa de alergat s-a desfășurat pe 12 iunie 1817 de la casa sa din Mannheim până la stația de schimb de cai la aleea spre Schwetzingen (astăzi în cartierul Rheinau din Mannheim), aflată la aproximativ 7 kilometri distanță. Drais a avut nevoie de mai puțin de o oră pentru a ajunge acolo și a se întoarce și a atins o viteză medie de aproximativ 15 km/h. Karl von Drais a patentat invenția sa în mai multe țări europene, dar aceasta nu a avut un succes comercial în acea perioadă.
Din 1822 până în 1827 el a trăit în Brazilia. Ulterior s-a întors la Mannheim. Din 1839 până în 1845 a locuit în Waldkatzenbach pâna când s-a întors la orașul său natal Karlsruhe. Fiind un susținător de democrație a fost marginalizat în timpul perioadei de reacțiune care a urmat Revoluției din 1848 când a renunțat la titlul său nobiliar „Freiherr” (baron).
Pe lângă mașină de alergat, el a inventat printre altele și o mașină de scris pentru note muzicale, un car fără cai, un periscop, o mașină de scris de mare viteză, o sobă cu un consum redus de lemn și o mașină de gătit. Și drezina pe șine cu patru roți a fost numită după el.

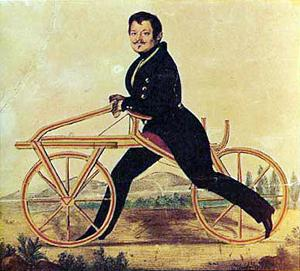
Karl von Drais și mașina sa de alergat
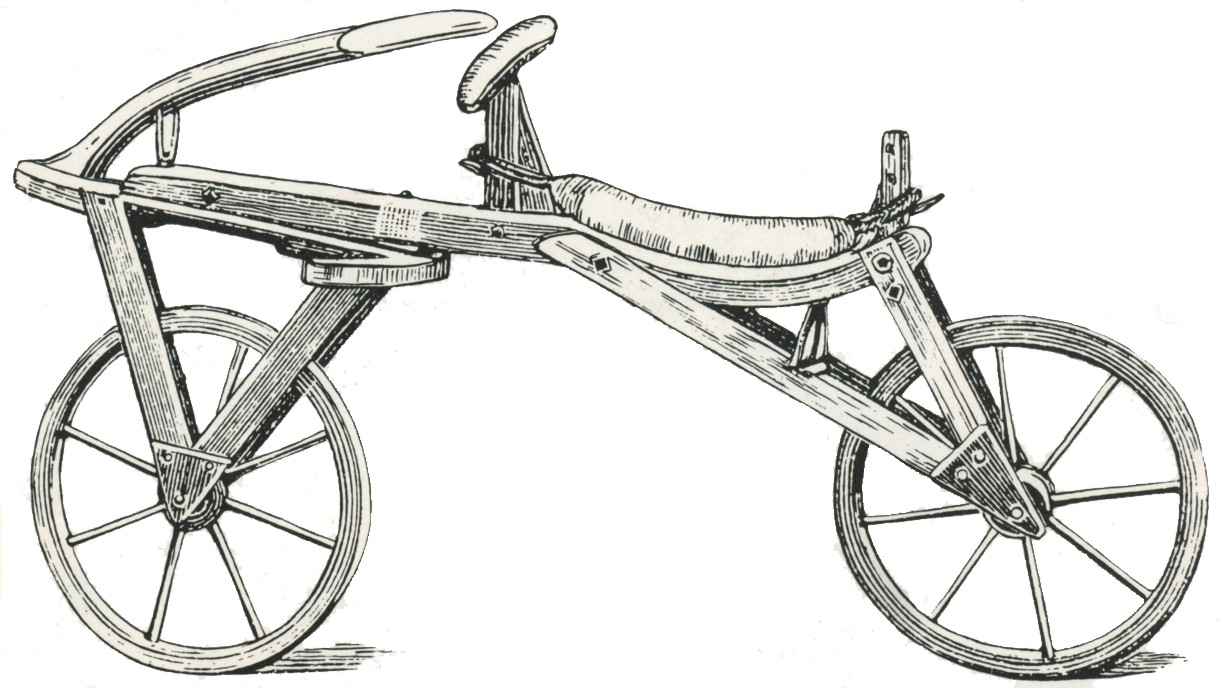
Mașină de alergat
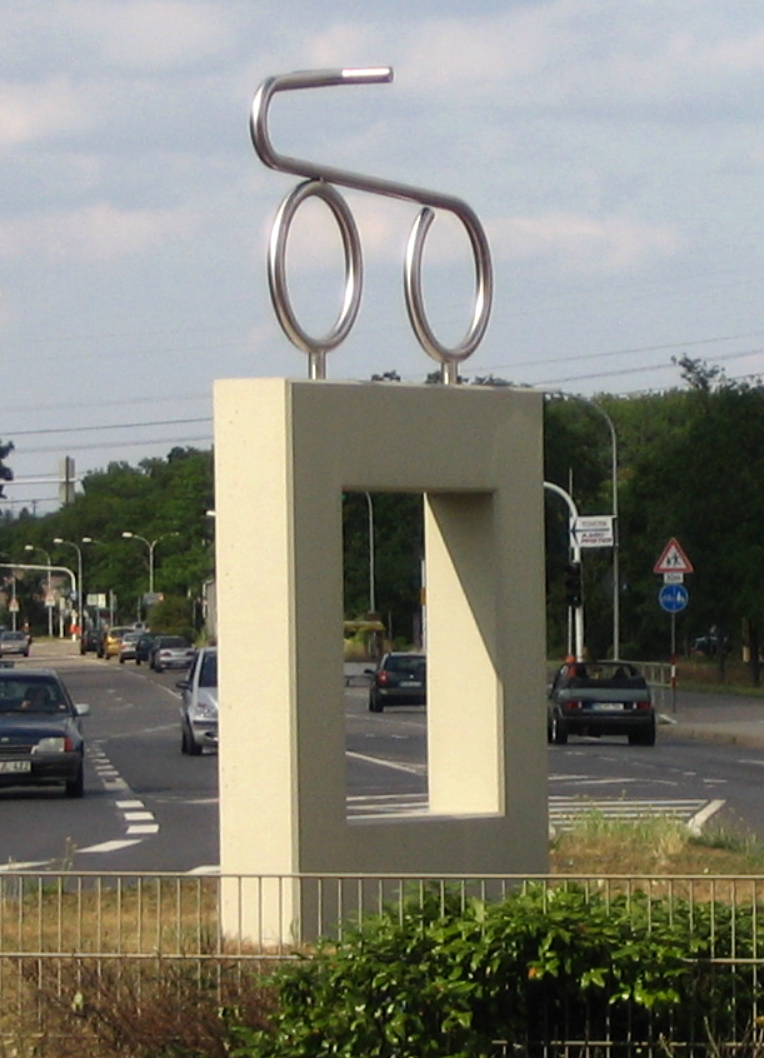
Monument din Mannheim
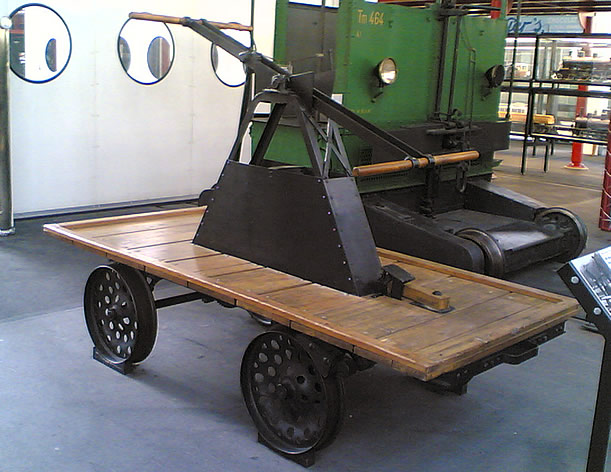
Drezină pe șine